# Damen Schelde Naval Shipbuilding

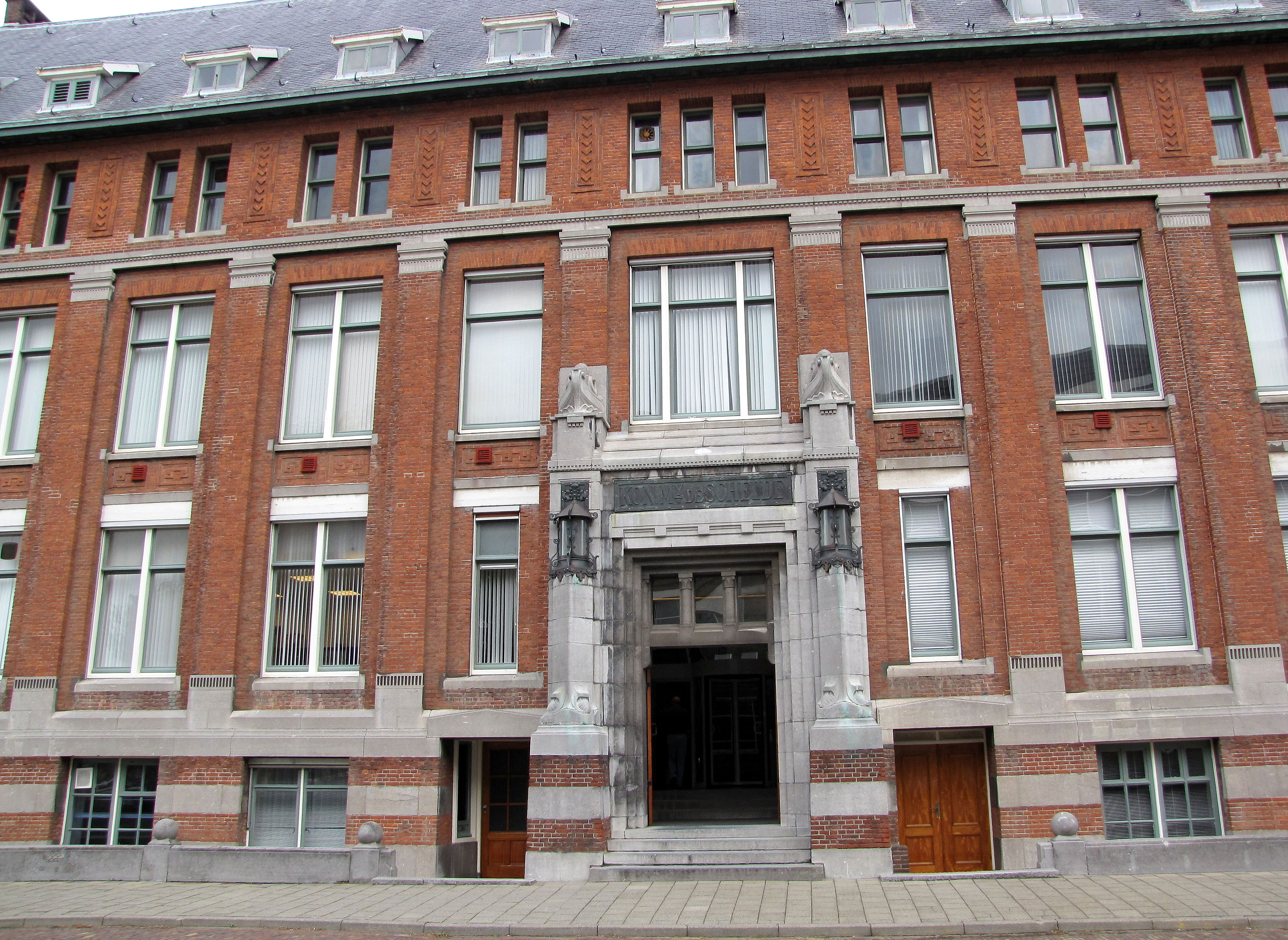
Verwaltungsgebäude der KMS

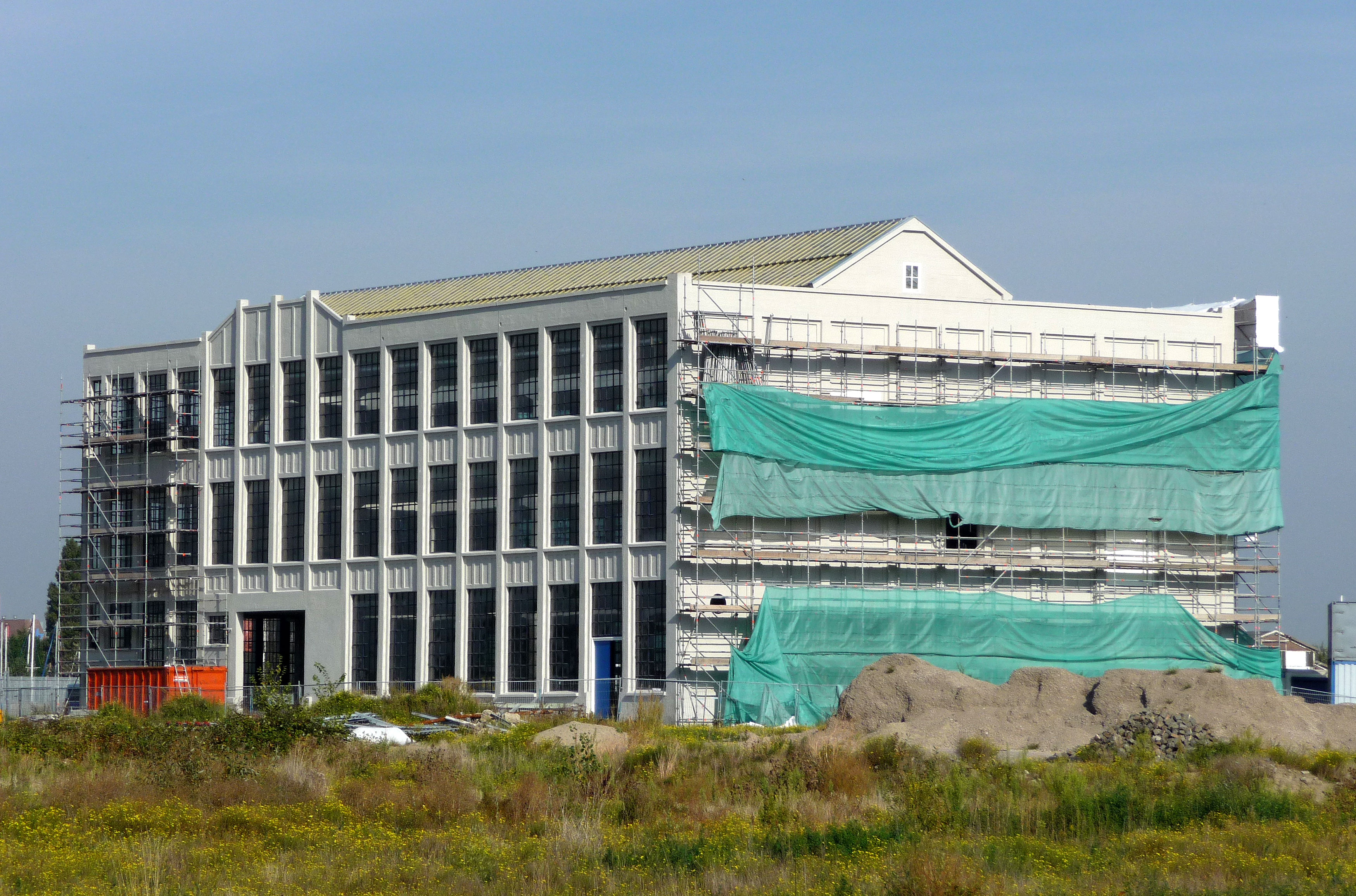
Bauhalle der Werft von 1915

Die niederländische Schiffswerft Damen Schelde Naval Shipbuilding besteht seit 1875 und gehört heute zur Damen-Gruppe. Das Schiffbauunternehmen hat seinen Sitz in Vlissingen.

## Geschichte
Gegründet wurde das Unternehmen von Arie Smit. Dieser stammte aus einer traditionsreichen südholländischen Schiffbauerfamilie. In Vlissingen gründete er 1875 auf dem verlassenen Gelände der ehemaligen Werft der Koninklijke Marine die Koninklijke Maatschappij „De Schelde“, Scheepswerf en Maschinefabriek (KMS).
Das Unternehmen entwickelte sich in den folgenden Jahrzehnten gut. Seit 1882 arbeitete sie eng mit der Reederei Rotterdam Lloyd zusammen, für die sie in den 1920er und 1930er Jahren komfortable Passagierschiffe für den Diest nach Niederländisch-Indien lieferte wie z. B. die Sibajak. 
Im Jahr 1906 baute die KMS auf eigene Rechnung das erste niederländische Unterseeboot, die Luctor et Emergo. In späteren Jahren baute die Werft immer wieder Schiffe für die niederländische Marine. Während der deutschen Besetzung wurden mehrere Aufträge für den Bau von Zerstörern des Typs Flottentorpedoboot 1940 an das Unternehmen vergeben. Das Hauptgeschäft war der Bau verschiedener Handelsschiffe. Nennenswert sind dabei eine Reihe von Fährschiffen und zahlreiche Linienpassagierschiffe. Darüber hinaus betrieb man Maschinen- und Kesselbau und erstellte Kühlanlagen. Zeitweise gehörten auch vollkommen werftfremde Produkte, wie Brücken oder sogar Autobusse und Flugzeuge zum Bauprogramm des Unternehmens.
Am 4. März 1966 fusionierte die KMS mit der Werft Rotterdamsche Droogdok Maatschappij und der Motorenfabriek Thomassen zur Rijn-Schelde Machinefabrieken en Scheepswerven (RSMS). Auf Druck der Regierung schloss sich die in finanzielle Schieflage geratene Verolme Verenigde Scheepswerven (VVSW) aus Rotterdam zum 1. Januar 1971 der Gruppe an, die daraufhin als Rijn-Schelde-Verolme Machinefabrieken en Scheepswerven (RSV) firmierte. 
Am 6. April 1983 ging die RSV in Konkurs und woraufhin die KMS ebenfalls am Abgrund stand. Nach der Entflechtung des bankrotten Konzern übernahm der niederländische Staat zusammen mit der Provinz Zeeland die Unternehmensanteile. Nicht zuletzt dank mehrerer Neubauorders der Koninklijke Marine bestand die Werft fort. Seit 1991 firmierte das Unternehmen Koninklijke Schelde Groep BV (KSG) und im Jahr 2000 übernahm die Damen Holding aus Gorinchem den Betrieb, zu dem sie bis heute gehört.